# Wereldkampioenschap superbike van Buriram 2017
Het wereldkampioenschap superbike van Buriram 2017 was de tweede ronde van het wereldkampioenschap superbike en het wereldkampioenschap Supersport 2017. De races werden verreden op 11 en 12 maart 2017 op het Chang International Circuit nabij Buriram, Thailand.

## Superbike

### Race 1
| Pos | Nr | Rijder               | Constructeur | Rondes | Tijd        | Grid | Punten |
| --- | -- | -------------------- | ------------ | ------ | ----------- | ---- | ------ |
| 1   | 1  | Jonathan Rea         | Kawasaki     | 20     | 31:16.125   | 1    | 25     |
| 2   | 7  | Chaz Davies          | Ducati       | 20     | +6.279      | 5    | 20     |
| 3   | 66 | Tom Sykes            | Kawasaki     | 20     | +8.165      | 2    | 16     |
| 4   | 33 | Marco Melandri       | Ducati       | 20     | +8.239      | 3    | 13     |
| 5   | 60 | Michael van der Mark | Yamaha       | 20     | +11.384     | 6    | 11     |
| 6   | 22 | Alex Lowes           | Yamaha       | 20     | +14.862     | 4    | 10     |
| 7   | 81 | Jordi Torres         | BMW          | 20     | +26.035     | 10   | 9      |
| 8   | 2  | Leon Camier          | MV Agusta    | 20     | +31.755     | 11   | 8      |
| 9   | 69 | Nicky Hayden         | Honda        | 20     | +33.305     | 14   | 7      |
| 10  | 6  | Stefan Bradl         | Honda        | 20     | +35.208     | 16   | 6      |
| 11  | 12 | Javier Forés         | Ducati       | 20     | +35.428     | 8    | 5      |
| 12  | 88 | Randy Krummenacher   | Kawasaki     | 20     | +38.865     | 13   | 4      |
| 13  | 32 | Lorenzo Savadori     | Aprilia      | 20     | +39.869     | 9    | 3      |
| 14  | 21 | Markus Reiterberger  | BMW          | 20     | +40.140     | 12   | 2      |
| 15  | 40 | Román Ramos          | Kawasaki     | 20     | +47.407     | 19   | 1      |
| 16  | 15 | Alex de Angelis      | Kawasaki     | 20     | +57.203     | 15   |        |
| 17  | 84 | Riccardo Russo       | Yamaha       | 20     | +1:00.996   | 17   |        |
| 18  | 37 | Ondřej Ježek         | Kawasaki     | 20     | +1:05.330   | 18   |        |
| DNF | 50 | Eugene Laverty       | Aprilia      | 19     | Uitgevallen | 7    |        |
| DNF | 86 | Ayrton Badovini      | Kawasaki     | 6      | Ongeluk     | 20   |        |

### Race 2
De race, die gepland stond over een lengte van 20 ronden, werd na 4 ronden stilgelegd vanwege een crash van Lorenzo Savadori. Later werd de race herstart over een lengte van 16 ronden.
| Pos | Nr | Rijder               | Constructeur | Rondes | Tijd                   | Grid | Punten |
| --- | -- | -------------------- | ------------ | ------ | ---------------------- | ---- | ------ |
| 1   | 1  | Jonathan Rea         | Kawasaki     | 16     | 25:02.029              | 1    | 25     |
| 2   | 66 | Tom Sykes            | Kawasaki     | 16     | +4.078                 | 2    | 20     |
| 3   | 33 | Marco Melandri       | Ducati       | 16     | +4.195                 | 3    | 16     |
| 4   | 22 | Alex Lowes           | Yamaha       | 16     | +10.005                | 4    | 13     |
| 5   | 81 | Jordi Torres         | BMW          | 16     | +14.733                | 10   | 11     |
| 6   | 7  | Chaz Davies          | Ducati       | 16     | +16.972                | 5    | 10     |
| 7   | 69 | Nicky Hayden         | Honda        | 16     | +20.543                | 14   | 9      |
| 8   | 12 | Javier Forés         | Ducati       | 16     | +24.283                | 8    | 8      |
| 9   | 40 | Román Ramos          | Kawasaki     | 16     | +24.864                | 19   | 7      |
| 10  | 21 | Markus Reiterberger  | BMW          | 16     | +26.008                | 12   | 6      |
| 11  | 15 | Alex de Angelis      | Kawasaki     | 16     | +27.599                | 15   | 5      |
| 12  | 84 | Riccardo Russo       | Yamaha       | 16     | +34.800                | 17   | 4      |
| 13  | 37 | Ondřej Ježek         | Kawasaki     | 16     | +47.090                | 18   | 3      |
| 14  | 86 | Ayrton Badovini      | Kawasaki     | 16     | +47.695                | 20   | 2      |
| 15  | 50 | Eugene Laverty       | Aprilia      | 16     | +1:21.916              | 7    | 1      |
| DNF | 2  | Leon Camier          | MV Agusta    | 10     | Uitgevallen            | 11   |        |
| DNF | 88 | Randy Krummenacher   | Kawasaki     | 5      | Uitgevallen            | 13   |        |
| DNF | 6  | Stefan Bradl         | Honda        | 5      | Ongeluk                | 16   |        |
| DNS | 60 | Michael van der Mark | Yamaha       | 0      | Niet gestart in race 2 | 6    |        |
| DNS | 32 | Lorenzo Savadori     | Aprilia      | 0      | Ongeluk in race 1      | 9    |        |

## Supersport
Kyle Smith en Gino Rea werden gediskwalificeerd omdat zij allebei een ride through penalty negeerden.
| Pos | Nr  | Rijder              | Constructeur | Rondes | Tijd              | Grid | Punten |
| --- | --- | ------------------- | ------------ | ------ | ----------------- | ---- | ------ |
| 1   | 64  | Federico Caricasulo | Yamaha       | 17     | 28:11.733         | 7    | 25     |
| 2   | 24  | Decha Kraisart      | Yamaha       | 17     | +0.793            | 4    | 20     |
| 3   | 66  | Niki Tuuli          | Yamaha       | 17     | +3.164            | 13   | 16     |
| 4   | 100 | Thitipong Warokorn  | Kawasaki     | 17     | +7.564            | 18   | 13     |
| 5   | 77  | Kyle Ryde           | Kawasaki     | 17     | +7.698            | 10   | 11     |
| 6   | 78  | Hikari Okubo        | Honda        | 17     | +8.823            | 8    | 10     |
| 7   | 32  | Sheridan Morais     | Yamaha       | 17     | +10.532           | 14   | 9      |
| 8   | 41  | Aiden Wagner        | Honda        | 17     | +19.051           | 16   | 8      |
| 9   | 26  | Kazuki Watanabe     | Kawasaki     | 17     | +19.666           | 19   | 7      |
| 10  | 70  | Robin Mulhauser     | Honda        | 17     | +19.857           | 15   | 6      |
| 11  | 44  | Roberto Rolfo       | MV Agusta    | 17     | +25.464           | 22   | 5      |
| 12  | 83  | Lachlan Epis        | Kawasaki     | 17     | +25.634           | 20   | 4      |
| 13  | 10  | Nacho Calero        | Kawasaki     | 17     | +53.020           | 21   | 3      |
| 14  | 7   | Davide Pizzoli      | MV Agusta    | 17     | +1:01.236         | 23   | 2      |
| DNF | 65  | Michael Canducci    | Kawasaki     | 13     | Uitgevallen       | 17   |        |
| DNF | 16  | Jules Cluzel        | Honda        | 11     | Uitgevallen       | 1    |        |
| DNF | 11  | Christian Gamarino  | Honda        | 4      | Ongeluk           | 9    |        |
| DNF | 144 | Lucas Mahias        | Yamaha       | 3      | Uitgevallen       | 3    |        |
| DNF | 39  | Chalermpol Polamai  | Yamaha       | 2      | Ongeluk           | 2    |        |
| DNF | 63  | Zulfahmi Khairuddin | Kawasaki     | 2      | Uitgevallen       | 5    |        |
| DNF | 99  | P.J. Jacobsen       | MV Agusta    | 2      | Uitgevallen       | 11   |        |
| DSQ | 111 | Kyle Smith          | Honda        | 17     | Gediskwalificeerd | 6    |        |
| DSQ | 4   | Gino Rea            | Kawasaki     | 10     | Gediskwalificeerd | 12   |        |
| DNS | 25  | Alex Baldolini      | MV Agusta    | 0      | Niet gestart      |      |        |
| DNS | 35  | Stefan Hill         | Triumph      | 0      | Niet gestart      |      |        |
| DNS | 81  | Luke Stapleford     | Triumph      | 0      | Niet gestart      |      |        |

## Tussenstanden na wedstrijd

### Superbike
| Pos | Nr | Rijder         | Team     | Punten |
| --- | -- | -------------- | -------- | ------ |
| 1   | 1  | Jonathan Rea   | Kawasaki | 100    |
| 2   | 7  | Chaz Davies    | Ducati   | 70     |
| 3   | 66 | Tom Sykes      | Kawasaki | 62     |
| 4   | 22 | Alex Lowes     | Yamaha   | 49     |
| 5   | 33 | Marco Melandri | Ducati   | 45     |

### Supersport
| Pos | Nr | Rijder              | Team      | Punten |
| --- | -- | ------------------- | --------- | ------ |
| 1   | 44 | Roberto Rolfo       | MV Agusta | 30     |
| 2   | 66 | Niki Tuuli          | Yamaha    | 27     |
| 3   | 64 | Federico Caricasulo | Yamaha    | 25     |
| 4   | 77 | Kyle Ryde           | Kawasaki  | 24     |
| 5   | 24 | Decha Kraisart      | Yamaha    | 20     |

2015 · 2016 · 2017 · 2018 · 2019